# خان الخلیلی (فیلم)
خان الخلیلی (عربی مصری: خان الخليلي) فیلمی در ژانر درام به کارگردانی عاطف سالم است که در سال ۱۹۶۷ منتشر شد.